# Rivière Serpentine (Portneuf)
Pour les articles homonymes, voir Serpentine.
La rivière Serpentine est un affluent de la rivière Genest. Elle coule dans le territoire non organisé de Lac-Lapeyrère, situé dans la MRC de Portneuf, dans la région administrative de la Capitale-Nationale, dans la province de Québec, Canada. Son parcours est entièrement en zone forestière. La surface de la rivière est habituellement gelée de novembre à avril.

## Géographie
Cette rivière de la Batiscanie d'une longueur de 4 km prend sa source au lac Lapeyrère à 306 m d'altitude. Elle se déverse dans le lac Beaujour puis elle reprend son parcours au sud-est du lac. Elle reçoit les eaux du lac du Fou puis se déverse dans le lac Robinson qui afflue dans la rivière Genest par les lac de Travers et Genest.
Les eaux alimentant le lac Genest proviennent des principaux lacs suivants (en ordre descendant) : Martel (325 m d'altitude), Pasha (308 m d'altitude), Lapeyrère (308 m d'altitude), Beaujour (308 m d'altitude), Robinson (306 m d'altitude) et de travers (barrage à l'embouchure). Le lac le plus imposant du bassin versant est le lac Lapeyrère dont le nom est associé à ce territoire non organisé en municipalité.

## Toponymie
Le toponyme rivière Serpentine est associé à la sinuosité d'une partie de son parcours, surtout pour le segment d'un kilomètre marqué d'une dizaine de baies (sur la rive nord de la rivière) en aval du pont routier (16e rue), construit au sud du lac Genest. Toutefois, le reste du parcours ne s'apparente pas à un serpentin. Le toponyme rivière Serpentine a été officialisé le 28 mars 1974 au Banque des noms de lieux de la Commission de toponymie du Québec.